# Fredrik Enblom

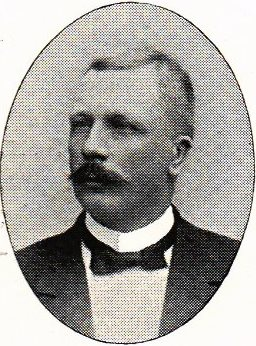
Fredrik Enblom.

Fredrik Enblom, född 17 april 1865 i Rönö, Östergötlands län, död 4 september 1939 i Danderyds församling, Stockholms län, var en svensk civilingenjör och ämbetsman. Han var brorson till Henrik Victor Enblom och kusin till Rudolf Enblom.
Enblom utexaminerades från Kungliga Tekniska högskolans avdelning för väg- och vattenbyggnad 1886, innehade anställningar vid Stockholms Nya Spårvägs AB 1886–1887, vid byggnationen av Spånga-Lövsta Järnväg 1887–1889 och Stockholms gasverks nybyggnader 1890–1893. Åren 1893–1895 var han arbetschef för Stockholms gas- och elektricitetsverks nybyggnader och utövade därefter den byggnadstekniska ledningen för nämnda verks stora nyanläggningar: Värtagasverket, elektricitetsverket Värtaverket i Hjorthagen och vattenkraftverket vid Untra. 
Efter tjänstgöring 1895–1897 och 1898–1899 i Väg- och vattenbyggnadsstyrelsen och 1897–1898 som byråingenjör vid Stockholms stads byggnadskontor blev Enblom 1899 distriktsingenjör i Mellersta väg- och vattenbyggnadsdistriktet, var 1905–1908 distriktschef i Södra och från 1908 i Mellersta distriktet, samt blev 1918 tillförordnad byråchef och 1922 byråchef i Väg- och vattenbyggnadsstyrelsen. Han var tillförordnad överdirektör för nämnda styrelse 1926–1928 och överdirektör 1929–1932.
Enblom utnämndes 1890 till löjtnant, 1905 till major, 1918 till överstelöjtnant och 1926 till överste i Väg- och vattenbyggnadskåren. Han upprättade förslag till och kontrollerade utförandet av en mängd järnvägsanläggningar, vägbyggnader, farleder, hamnar, broar, transportanordningar och byggnader. Bland annat byggdes ångfärjehamnen i Trelleborg under hans ledning och enligt av honom upprättade ritningar.
Dessutom hade Enblom ett stort antal uppdrag såsom rättens sakkunnige i vattenrättsmål, skiljeman samt prisdomare i tävlingar om hamn- och broförslag. Han var även ledamot och sakkunnig i ett flertal kungliga kommittéer, nämligen för bestämmelser om järnkonstruktioner, ny väglag, Ostkustbanan, förordning om motorfordon, vägtrafikstadga och maskinell vägtrafik. Han var vidare ledamot i Tekniska högskolans byggnadskommitté, Kanalkommissionen och Lantbruksakademien (1914). En mängd artiklar i Nordisk familjebok rörande väg- och vattenbyggnadsfacket författades av honom.